# Hilde Tellesbø
Hilde Tellesbø, född 1963, är en norsk orienterare som tog silver i stafett vid VM 1985.